# Sranan tongo
El sranan o sranan tongo, també anomenat sranantongo, Surinaams, crioll surinamès o Taki taki és una llengua criolla utilitzada com a lingua franca per unes 300.000 persones a Surinam.
Es tracta d'una llengua compartida entre les comunitats neerlandesa, javanesa, hindustànica i xinesa. La majoria de surinamesos el parlen com a lingua franca tant els que viuen a Surinam com els que han immigrat als Països Baixos. Com la majoria de llengües criolles és simple i fàcil d'aprendre.

## Ús actual
Tot i que el sistema educatiu formal basat en holandès va reprimir l'ús de Sranan Tongo, en el passat es descartava pejorativament de "Taki Taki" (que significa literalment "parlar xerrar" o "dir dir"), gradualment es va anar acceptant més per l'establiment i la societat en general. Durant la dècada de 1980, aquesta llengua va ser popularitzada per parlants coneguts públicament, inclòs el president Dési Bouterse, que sovint pronunciava discursos nacionals en sranan tongo.
El sranan tongo continua sent àmpliament utilitzat a Surinam i a les zones urbanes holandeses poblades per immigrants procedents de Surinam. El fan servir especialment en converses informals, sovint barrejant-lo lliurement amb holandès. El canvi de codi escrit entre Sranan Tongo i l'holandès també és comú a comunicació virtual. La gent sovint se saluda en Sranan Tongo dient, per exemple, fa waka (com estàs), en lloc del neerlandès més formal hoe gaat het (com va).
El 2021, per primera vegada, el sranan tongo va aparèixer al Festival d'Eurovisió en la cançó de Jeangu Macrooy "Birth of a New Age".

## Literatura
Com a llengua escrita, el sranan tongo existeix des de finals del segle xviii. La primera publicació en Sranan Tongo va ser el 1783 per Hendrik Schouten, que va escriure una part del poema holandès, part del sranan tongo, anomenat Een huishoudelijke twist (Un flaire domèstic). El primer llibre important va ser publicat el 1864 per Johannes King i es relaciona amb els seus viatges a Drietabbetje per l'Església de Moràvia.
Els primers escriptors sovint feien servir el seu propi sistema d’ortografia. El 15 de juliol de 1986 el govern de Surinam va adoptar una ortografia oficial a la Resolució 4501. Pocs escriptors han utilitzat el sranan en la seva obra, sobretot el poeta Henri Frans de Ziel ("Trefossa"), autor de God zij met ons Suriname, himne nacional de Surinam, el segon vers del qual es canta en sranan tongo.
Altres escriptors notables de Sranan Tongo són Eugène Drenthe, André Pakosie, Celestine Raalte, Michaël Slory, i Bea Vianen.